# Глубочок (Гощанская поселковая община)
Глубочок (укр. Глибочок) — село, входит в Гощанскую поселковую общину Ровненского района Ровненской области Украины.
Население по переписи 2001 года составляло 213 человек. Почтовый индекс — 35454. Телефонный код — 3650. Код КОАТУУ — 5621282702.